# 다중문자사용
다중문자사용(多重文字使用, 영어: Digraphia)이란 한 언어의 표기에 둘 이상의 문자가 쓰이는 것을 말한다. 다중문자사용은 다시 같은 시대에 같은 언어에 대해 두 종류 이상의 문자가 함께 쓰이는 공시적 다중문자사용이 있고, 시간의 흐름에 따라 한 언어의 표기법이 바뀐 통시적 다중문자사용이 있다.

## 공시적 다중문자사용
공시적 다중문자사용의 대표적인 예는 발칸반도의 세르비아이다. 세르비아에서는 키릴 문자에 바탕한 정서법과 로마자에 바탕한 정서법, 두 종류의 정서법이 저마다 종교(세르비아 정교와 가톨릭)에 따라 대등하게 함께 쓰인다. 세르비아 이외의 경우에 두 문자체계가 동일한 존재감을 갖고 있는 경우는 드물다. 말레이시아도 로마자와 자위(Jawi) 문자라는 아라비아 문자에 바탕한 정서법 두 종류의 표기 체계가 쓰이지만, 로마자가 절대 우세하고, 자위 문자는 열세에 있다. 때때로 일본을 공시적 다중문자사용의 경우로 보기도 한다.

## 통시적 다중문자사용
한 언어가 여러 문자로 표기되어온 경우는 매우 많다. 한국어는 한글이 만들어지기 전에 한자차자표기인 이두, 향찰, 입겿등으로 쓰여졌는데, 오늘날에는 이들 표기법이 쓰이지 않는다. 몽골어는 위구르 문자를 개량한 몽골 문자와 원나라 때 만들어진 파스파 문자로 쓰였으며, 오늘날에는 러시아에서 도입된 키릴 문자를 쓴다.

## 같이 보기
- 공용문자
- 양층언어